# Берёзовый шелкопряд
Берёзовый шелкопряд, или берёзовый шелкорыл (лат. Endromis versicolora), — вид бабочек из семейства берёзовых шелкопрядов.

## Описание
Длина переднего крыла до 30—40 мм. Размах крыльев самок 65—75 мм, самцов 30—60 мм. Самка значительно крупнее. Основной фон передних и задних крыльев охрово-коричневый с белыми пятнами и светлым напылением. Передние крылья широкие, красновато-жёлтого цвета с многочисленными серыми и бурыми пятнами, а также поперечными извилистыми узкими перевязями. У вершины передних крыльев ярко выражены три белых пятна треугольной формы, расположенные ступенчато. Задние крылья округлые, серовато-жёлтого цвета с бурыми пятнами на вершине и вдоль наружного края. Задние крылья также имеют узкую извилистую тёмную перевязь в средней части. Верхняя сторона тела бурая с длинными желтовато-серыми или оранжевыми волосками, более густыми на груди. Тело толстое, покрыто длинными густыми волосками.

## Размножение
Яйца размещаются группами. Молодые гусеницы живут группами, взрослые — одиночно. Гусеницы молодого возраста тёмно-бурые, волосатые. Будучи потревоженными, поднимают передний конец тела кверху. Гусеницы последнего возраста голые, зелёного цвета, её тело покрыто многими мелкими точками и светлыми косыми полосами по бокам, с белой полосой на спине. Дыхальца белого цвета. Гусеницы многоядны, хотя основным кормом для них служит берёза. В качестве кормовых растений также отмечены ольха, граб, лещина, липа и некоторые другие древесные породы (Ольха чёрная (Alnus glutinosa) и Липа сердцевидная (Tilia cordata).. Окукливание происходит с конца июля до средины августа. Зимует куколка.

## Распространение
Широко распространён в Европе, России, Сибири, Дальний Восток, на Амуре, Кавказе и в Армении. Также ареал включает Китай, Приамурье, Приморье
В течение года имеет 1 поколение. Время лёта с марта по начало мая, до средины июня (в более холодных широтах Западной Сибири). Самцы активны в дневное время и до сумерек, самки же активны ночью. Суточная активность с 22.40 до 01.40 у самок и с 08.20 до 12.40 и 15.00 до 19.00 у самцов.
Распространён в хвойно-широколиственных, пойменных лесах и по «берёзовым колкам».

## Подвиды
Выделяют два подвида.
- Endromis versicolora asiaeorientis Warnecke
- Endromis versicolora eichleri Alberti

## Галерея
- Самец
- Самка
- Гусеница